# معادلة الحالة (علم الكون الفيزيائي)
في علم الكون الفيزيائي، معادلة الحالة لسائل مثالي [الإنجليزية] تُميّز بعدد لا بُعدي {\displaystyle \!w} يساوي النسبة بين ضغط السائل المثالي {\displaystyle \!p} إلى كثافة طاقته {\displaystyle \!\rho }:
{\displaystyle \!w=p/\rho }.
وهي تشبه إلى حد كبير معادلة الحالة في الديناميكا الحرارية وقانون الغازات المثالية.